# William Kent
William Kent (Bridlington, 1685-Londres, 1748) fue un arquitecto, interiorista y paisajista inglés (y luego británico), y uno de los creadores del jardín inglés, de estilo orgánico y natural, en contraposición al hasta entonces imperante jardín francés, caracterizado por los diseños geométricos.
Dedicado inicialmente a la pintura, trabó amistad con Richard Boyle, tercer conde de Burlington, quien le atrajo hacia el terreno de la arquitectura. Durante su estancia en Italia conoció la obra de Andrea Palladio, y a su regreso a Inglaterra sus proyectos le convertirían en el principal impulsor del estilo neopalladiano, editando en 1724 los dibujos del también famoso arquitecto palladiano Íñigo Jones. Kent fue también fue un destacado diseñador de muebles.
Los jardines de Kent se caracterizan por unos trazados orgánicos salpicados por pequeños elementos arquitectónicos dispersos, tales como puentes y templetes.

## Obra destacada

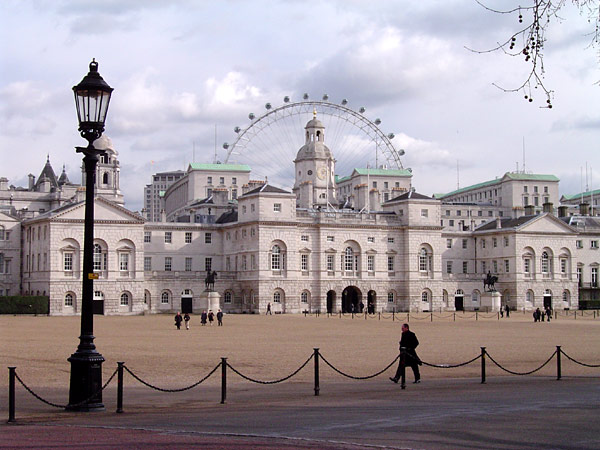
Horse Guards en el centro de Londres.

### Arquitectura
- Holkham Hall (Norfolk) (1734)
- Horse Guards (Londres) (1750-1758)

### Paisajismo
- Chiswick House (Londres)
- Stowe House (Buckinghamshire)
- Rousham House (Oxfordshire)
- Claremont Landscape Garden (Surrey)